# Hipoteza histerezy
Hipoteza histerezy – przeniesiona na grunt życia gospodarczego próbuje wyjaśnić kształtowanie się stopy bezrobocia występowaniem tendencji podążania „naturalnej” stopy bezrobocia za stopą rzeczywistą, sytuacji w której wysokość bezrobocia nie powodują ani przyśpieszenia ani zwolnienia inflacji (tzw poziom NAIRU) a także zbyt wolnym działaniem samoczynnych mechanizmów przywracania równowagi na rynku pracy. Ogólnie hipoteza histerezy wzmacnia argumenty na rzecz bardziej aktywnej polityki gospodarczej. Jednak poglądy co do źródeł jej powstania są zróżnicowane. Powoduje to przyjmowanie różnych, często sprzecznych rozwiązań w praktyce polityki zatrudnienia, co w efekcie nie daje oczekiwanych rezultatów jeśli chodzi o skuteczność tej polityki w zmniejszaniu bezrobocia, wśród najczęściej wymienianych przyczyn efektu histerezy są czynniki instytucjonalne, nieelastyczne prawo pracy i strukturalne przekształcenia w gospodarce, wywołujące zmiany w wielkości i strukturze popytu na pracę. 